# Didier Barbelivien
Didier Barbelivien (Casablanca, 10 marzo 1954) è un cantautore e compositore francese.

## Biografia
Ha trascorso l'infanzia in Congo, dove il padre si occupava di esportazione di bestiame. Ha iniziato a comporre giovanissimo, ottenendo i primi successi alla metà degli anni '70 con le canzoni Et moi je chante e Michèle, composte per Gérard Lenorman, e Petite Fille du soleil, composta per Christophe.
Uno degli autori francesi più prolifici di sempre, ha composto oltre 2000 canzoni. È autore di brani per Gilbert Bécaud, Johnny Hallyday, Mireille Mathieu, Patricia Kaas, Marie Laforêt, Céline Dion, Michel Delpech, Julio Iglesias, Dalida, Philippe Lavil, Hervé Vilard, Vicky Léandros, Joe Dassin, Enrico Macias, Garou, Éric Charden, Michèle Torr, Jeane Manson, Gilbert Montagné. A partire dal 1980, anno di uscita del suo primo album, ha anche una solida carriera da cantautore, e il suo maggiore successo in queste vesti è stato il duetto con Félix Gray A toutes les filles, uscito nel 1990.
Ha composto le colonne sonore per i film di Claude Lelouch Viva la vita (1984), I miserabili (1995) e Finalement (2024). Nel 2004 ha composto le musiche per il musical teatrale Les Enfants du Soleil di Alexandre Arcady. Ha inoltre pubblicato tre romanzi.

## Discografia

### Album
- 1980: Elle
- 1982: Elsa
- 1985: C'est de quel côté la mer?
- 1987: Peut-être toi, peut-être une autre
- 1989: Des mots d'émotion
- 1991: Nos amours cassées (con Félix Gray)
- 1992: Vendée 93  (con Anaïs)
- 1994: Quitter l'autoroute  (con Anaïs)
- 1995: Que l'amour
- 1997: Yesterday les Beatles
- 2001: Chanteur français
- 2003: Léo
- 2005: Envoie les clowns
- 2007: État des lieux: J'écrivais des chansons
- 2009: Atelier d'artistes
- 2011: Mes préférences
- 2013: Dédicacé
- 2016: Amours de moi